# New Age
New Age je raznorodni duhovni pokret nastao u posljednja tri desetljeća 20. stoljeća, u zapadnim zemljama. Temeljna osobina mu je samostalno provođenje duhovnosti, uz odbacivanje religioznih dogmi. U hrvatskom jeziku uglavnom se koristi izvorni naziv.

## Glavne osobine
Vjerovanja i ideje New agea inspiraciju najviše nalaze u budizmu, hinduizmu,  teozofiji, antropozofiji, gnosticizmu, kao i u učenjima raznih ezoterika. Obuhvaćaju reinkarnaciju, politeizam, animizam,  panteizam i slična neopoganska vjerovanja. Učenje o reinkarnaciji u sklopu New agea potječe iz teozofskog pokreta. New age tumači karmu kao duhovnu lekciju koju pojedinac mora izvući iz određenih događaja koji ga zateknu u životu   koje je na putu razvoja sam prouzrokovao kroz više života, ne nužno kao kaznu za nedjela iz prošlih života. Patnju i zlo ovaj pokret sagledava kao iluziju koju uzrokuje sam čovjek. Gledanje na karmu sastoji se i u tome da se ukupna karma ne nastoji smanjiti, već se dobra karma nastoji uvećati kako bi se omogućili bolji i ugodniji kasniji životi. New age negira postojanje pakla, odnosno smatra ga dijelom takozvanog astralnog ili duhovnog svijeta; pojedina tumačenja unutar pokreta shvaćaju pakao kao tvorevinu samih ljudskih misli i osjećaja.
Vjerovanja ovog pokreta često su apstraktna uopćavanja religijskih dogmi i ezoterijskih učenja. New age ne slijedi zajedničku istovjetnu doktrinu;  ono nije organizirana religija, new age su razni pokreti koji uključuju skupine okupljene oko jednog vođe ili oko neke ideje koja je preostala kao učenje nadarenih pojedinaca. Odbacuje se hijerarhijski religijski ustroj, proučavaju se mističnih grane ortodoksnih vjerskih tradicija, a značajna je i orijentacija na ezoterične i okultne doktrine cijeloga svijeta te parcijalno usvajanje modernih znanstvenih i paraznanstvenih paradigmi.
Ovaj pokret karakteriziraju fokusiranost na unutarnji osobni duhovni razvoj i odmak od širega društvenog angažmana, naglasak na mističnom i duhovnom kao najvažnijoj dimenziji ljudskoga postojanja te naglasak na prirodnom zdravlju i duhovnom iscjeljivanju. New Age uvodi i popularizira mnoge prakse i metode alternativne medicine. Osobito se naglašava važnost holističkog svjetonazora što se tumači kao cjelovitost tijela duše i duha.
Naziv „New age“ (hrvatski 'Novo doba') opisuje se kao prijelaz iz sazviježđa Riba u zviježđe Vodenjaka, čije se astrološko razdoblje tumači kao „Novo doba“, tj. doba promjene svijesti te njeno uzdizanje na višu globalnu razinu. Mišljenja o kraju i početku pojedinog astrološkog razdoblja se razilaze premda mnogi astrolozi tvrde da je početak Doba vodenjaka nastupio u 20 stoljeću.

## Povijest
Među bliže preteče New agea obično se svrstavaju okultizmi što su se pojavili u kasnome 19. i ranom 20. stoljeću: teozofski pokret, spiritizam i pojave duhovnih i okultnih učitelja kao što su Georgij Ivanovič Gurdijev, Edgar Cayce, Alice Bailey, Rudolf Steiner, Jiddu Krishnamurti, Hazrat Inayat Khan, niz indijskih gurua ili sufijskih učitelja koji su našli utočište na zapadu, te utemeljitelji psiholoških doktrina poput Carla Gustava Junga ili Abrahama Maslowa; teorija što sadrže duhovnu ili nadosobnu dimenziju, koje inače nema u empirijski orijentiranim psihološkim doktrinama. Nakon radikalne kontrakulture šezdesetih i dijela sedamdesetih, uslijedila je apsorpcija raznorodnih učenja i djela što su se pojavila u to doba: neka su od njih djela Allana Wattsa, kao i prozni opus Aldousa Huxleya, romani Richarda Bacha i ponovo tiskani glavni tekstovi zapadnog hermetizma.
Ovaj se pokret pojavio 1970-tih, dijelom iz kontrakulture koja je bila preplavila zapadnu Europu i Sjevernu Ameriku. Amerikanci koji su prihvatili učenja istočnih religija postali su svojevrsni učitelji-gurui, promicatelji produhovljavanja, osobnog razvoja, odbacivanja racionalnog svjetonazora.  Oni ističu važnost meditiranja, vegetarijanstva, te općeg povezivanja s prirodom. Jedna od praksi je i takozvani channeling, postupak u kojem se osoba-medij povezuje s nematerijalnim duhovnim bićem i od njega prima poruke ili učenja.
Prvi značajniji pisac je američki guru duhovnog imena Ram Dass (Richard Alpert) pisac utjecajne knjige Be Here Now o jogi, duhovnosti i meditaciji. Značajan je i američki fizičar Fritjof Capra koji u svojim knjigama spaja teorijsku fiziku i istočni misticizam zastupajući potrebu za novim idejama i konceptima koje su potrebne zapadnoj civilizaciji.
Američka duhovna učiteljica i medij Judy Zebra Knight tvrdi da prenosi poruke bića koje se naziva Ramtha koji joj se obratio krajem sedamdesetih. Daljnju popularizaciju new ageovskih ideja izvršila je američka glumica i spisateljica Shirley Maclaine prvenstveno među američkom i britanskom publikom putem televizijske serije i knjige Out on a Limb.  Početkom sedamdesetih objavljivana su mistična djela peruanskog pisca Carlosa Castanede, u kojima opisuje susrete sa šamanom Don Juanom kojemu postaje učenik, premda su jasniji oblici new agea prisutni tek u njegovim kasnijim djelima. Američki pisac Brad Steiger je u djelu Gods of Aquarius 1976. godine opisao ljude koji korijene vuku s drugih planeta. Naknadno su raspoređeni na različita zviježda kao Orion ili Lira.
New age je velikim dijelom sjevernoamerička pojava izrasla iz kulture engleskoga govornoga područja, koju je kao takvu teško detaljnije sažeti. Iako je nesumnjivo utemeljena na široj okultnoj tradiciji, a glavni je izvor ideja bio teozofski pokret konca 19. i početka 20. većina proučavatelja smatra da ovaj pokret nema prepoznatljive utemeljiteljske pojave ni događaja. Slična sinkretistička duhovna gibanja javljala su se u povijesti u više navrata: primjeri su Aleksandrijski (i, općenito, kasnoantički) vjersko-okultno-filozofski kotao na početku kršćanske ere ili nabujali eklekticizam u doba kineske dinastije T'ang.

## Odnos znanstvenika prema pokretu
Znanstveni krugovi imaju uglavnom negativno mišljenje o praktički svim manifestacijama New Agea. Tako misle neki znanstvenici kao što su fizičari John Wheeler ili Richard Feynman, astronomi i popularizatori znanosti poput Carla Sagana, biolozi kao Richard Dawkins ili neurofiziolozi kao Stuart Hameroff. 
Neki konvencionalni liječnici primjenjuju u svom radu holistički pristup.

## Odnos religija prema pokretu
Katolička teologija pokretu zamjera odbacivanje grijeha kao moralne norme; New Age tumači grijeh i patnju kao posljedicu loših djela iz prošlih postojanja na Zemlji. Pokret naglašava važnost samoosvještavanja i samospoznaje, što je u suprotnosti s vjerskim predanjem Bogu.
Katolička Crkva donijela je 3. veljače 2003. službeni dokument „Isus Krist donositelj vode žive“, kojega je javnosti predalo Papinsko vijeće za kulturu i Papinsko vijeće za međureligijski dijalog. Dokument je opširan i sadrži pregled pokreta, njegovih glavnih značajki te donosi usporedbu kršćanskog nauka s vjerovanjima New Agea. Pojavu ovog pokreta dokument tumači kao potrebu suvremenog čovjeka za duhovnošću te se kaže kako 
„Ljudi osjećaju da im kršćanska religija ne pruža – ili im možda nikad nije davala – ono što uistinu trebaju. Traganje koje ljude često vodi u New Age jest istinska žudnja za dubljom duhovnošću, za nečim što zahvaća njihovo srce i za načinom kojim bi dali smisao zbrkanom i često otuđujućem svijetu.“
Kao cilj dokumenta navodi se 
„upoznavanje pokreta kao kulturne struje te pomoć katolicima da spoznaju istinsko katoličko učenje i duhovnost kako bi ispravno vrednovali teme ove struje.“
Dokument objašnjava New Age kao pokret koji se temelji na starim gnostičkim i ezotričnim idejama, te da se radi o pokretu koji se temelji na težnji da čovjek u samome sebi otkrije i pomoću raznih metoda pronađe božansko. Boga i svijet new age opisuje kao manifestaciju energije ili vibracije te se i osobu Isusa Krista shvaća kao nadosoban oblik kozmičke energije. Na globalnom planu nastojanja ovog pokreta se tumače kao težnja za nadilaženjem pojedinih religija te uspostava jedne univerzalne religije. Tvrdi se da se novom duhovnošću želi zamijeniti duhovnost temeljena na židovsko-kršćanskim korijenima. Naglašava se važnost holističkog pristupa kod praksi new agea. 
Hrvatski teolog Josip Blažević tvrdi da je New Age   „moderna instant duhovnost, konglomerat često i proturječnih (pseudo)religioznih elemenata, bez strukturiranog moralnog nauka i dogmi.“
Manjim dijelom, ili u početku, istočne su religije pokazivale razumijevanje i simpatiju za New Age. Ovaj harmonični odnos počeo se urušavati sa snažnom afirmacijom glavnih pojmova new agea, tada je postalo jasno da su i istočne kulture za newagere samo fragmenti velikoga učenja i oblika duhovnosti koji svoje ispunjenje kod ovog pokreta nalazi u obliku koji je prilagođen kulturi zapada. Otada se budističke, hinduističke i taoističke tradicije jasnije samo-definiraju i distanciraju od New Agea. 

## Vanjske poveznice
- Marino Restrepo: Katolici i utjecaj "novoga doba", Zagreb, 2008.  Arhivirana inačica izvorne stranice od 26. svibnja 2015. (Wayback Machine)
- AZNew Age  Arhivirana inačica izvorne stranice od 1. veljače 2011. (Wayback Machine) (engl.)
- Religious Movements.lib. (engl.)
- Vatican.va (engl.) JESUS CHRIST THE BEARER OF THE WATER OF LIFE A Christian reflection on the “New Age”  Puni tekst crkvenog dokumenta